# Leichtathletik-Europameisterschaften 1958/800 m der Männer

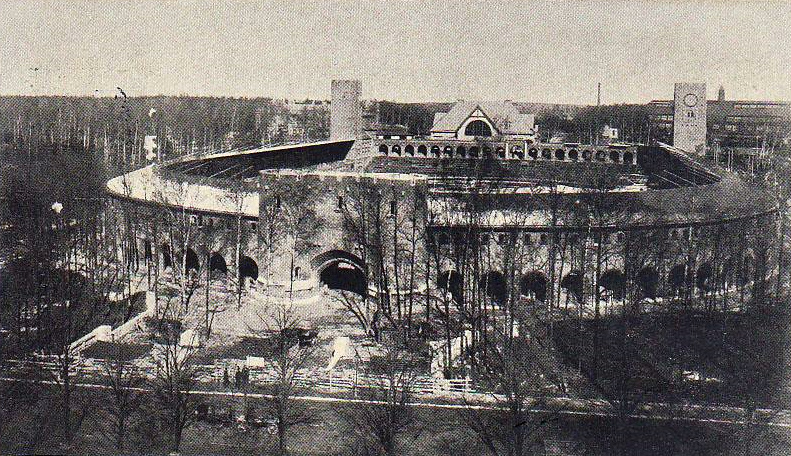
Ansichtskarte des Stockholmer Olympiastadions aus dem Jahr 1912

Der 800-Meter-Lauf der Männer bei den Leichtathletik-Europameisterschaften 1958 wurde vom 19. bis 21. August 1958 im Stockholmer Olympiastadion ausgetragen.
Europameister wurde der Brite Michael Rawson. Er gewann vor dem norwegischen EM-Dritten von 1954 Audun Boysen. Bronze ging an den deutschen Läufer Paul Schmidt.

## Bestehende Rekorde
| Weltrekord           | 1:45,7 min | Roger Moens     | Oslo, Norwegen   | 3. August 1955  |
| Europarekord         | 1:45,7 min | Roger Moens     | Oslo, Norwegen   | 3. August 1955  |
| Meisterschaftsrekord | 1:47,1 min | Lajos Szentgáli | EM Bern, Schweiz | 28. August 1954 |

Der bestehende EM-Rekord wurde bei diesen Europameisterschaften nicht erreicht. Die schnellste Zeit erzielte der britische Europameister Michael Rawson im Finale mit 1:47,8 min. Damit verpasste er den Rekord um sieben Zehntelsekunden. Zum Welt- und Europarekord fehlten ihm 2,1 Sekunden.

## Vorrunde
19. August 1958, 16.40 Uhr
Die Vorrunde wurde in vier Läufen durchgeführt. Die ersten vier Athleten pro Lauf – hellblau unterlegt – qualifizierten sich für das Halbfinale.

### Vorlauf 1
| Platz | Name             | Nation         | Zeit (min) |
| ----- | ---------------- | -------------- | ---------- |
| 1     | Derek Johnson    | Großbritannien | 1:49,5     |
| 2     | Lajos Szentgáli  | Ungarn         | 1:50,0     |
| 3     | Svavar Markússon | Island         | 1:50,5     |
| 4     | Hendrik Haus     | Niederlande    | 1:51,0     |
| 5     | Cesáreo Marín    | Spanien        | 1:52,8     |
| DNS   | Roger Moens      | Belgien        |            |

### Vorlauf 2
| Platz | Name               | Nation         | Zeit (min) |
| ----- | ------------------ | -------------- | ---------- |
| 1     | Michael Rawson     | Großbritannien | 1:50,4     |
| 2     | Evangelos Depastas | Griechenland   | 1:50,7     |
| 3     | Olavi Salonen      | Finnland       | 1:50,7     |
| 4     | Zbigniew Makomaski | Polen          | 1:51,2     |
| 5     | Gérard Vervoort    | Belgien        | 1:51,6     |
| 6     | Hendrik Heida      | Niederlande    | 1:52,3     |

### Vorlauf 3
| Platz | Name                     | Nation       | Zeit (min) |
| ----- | ------------------------ | ------------ | ---------- |
| 1     | Herbert Missalla         | Deutschland  | 1:50,0     |
| 2     | Audun Boysen             | Norwegen     | 1:50,5     |
| 3     | Christian Wägli          | Schweiz      | 1:50,6     |
| 4     | Tadeusz Kaźmierski       | Polen        | 1:50,8     |
| 5     | Dimitrios Konstantinidis | Griechenland | 1:50,9     |
| 6     | Rudolf Klaban            | Österreich   | 1:51,3     |

### Vorlauf 4
| Platz | Name               | Nation           | Zeit (min) |
| ----- | ------------------ | ---------------- | ---------- |
| 1     | Paul Schmidt       | Deutschland      | 1:51,4     |
| 2     | Gianfranco Baraldi | Italien          | 1:51,8     |
| 3     | Lajos Kovács       | Ungarn           | 1:52,0     |
| 4     | Rolf Gottfridsson  | Schweden         | 1:52,0     |
| 5     | Čeněk Hanka        | Tschechoslowakei | 1:52,1     |
| 6     | Robert Misplon     | Frankreich       | 1:54,3     |

## Halbfinale
20. August 1958, 17.15 Uhr
In den beiden Halbfinalläufen qualifizierten sich die jeweils ersten vier Athleten – hellblau unterlegt – für das Finale.

### Lauf 1

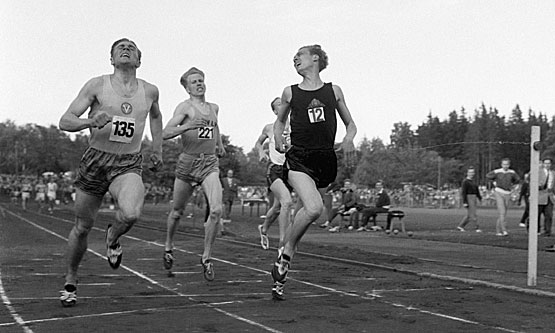
Olavi Salonen (links) – bei seinem Weltrekordlauf über 1500 Meter – schied als Sechster des ersten Halbfinallaufs aus

| Platz | Name               | Nation         | Zeit (min) |
| ----- | ------------------ | -------------- | ---------- |
| 1     | Derek Johnson      | Großbritannien | 1:48,8     |
| 2     | Christian Wägli    | Schweiz        | 1:49.0     |
| 3     | Zbigniew Makomaski | Polen          | 1:49,1     |
| 4     | Herbert Missalla   | Deutschland    | 1:49,2     |
| 5     | Lajos Kovács       | Ungarn         | 1:49,2     |
| 6     | Olavi Salonen      | Finnland       | 1:51,8     |
| 7     | Svavar Markússon   | Island         | 1:54,6     |
| 8     | Hendrik Haus       | Niederlande    | 1:59,0     |

### Lauf 2
| Platz | Name               | Nation         | Zeit (min) |
| ----- | ------------------ | -------------- | ---------- |
| 1     | Paul Schmidt       | Deutschland    | 1:49,5     |
| 2     | Lajos Szentgáli    | Ungarn         | 1:49,8     |
| 3     | Audun Boysen       | Norwegen       | 1:49,9     |
| 4     | Michael Rawson     | Großbritannien | 1:50,1     |
| 5     | Evangelos Depastas | Griechenland   | 1:50,3     |
| 6     | Gianfranco Baraldi | Italien        | 1:51,2     |
| 7     | Rolf Gottfridsson  | Schweden       | 1:52,1     |
| DSQ   | Tadeusz Kaźmierski | Polen          |            |

## Finale

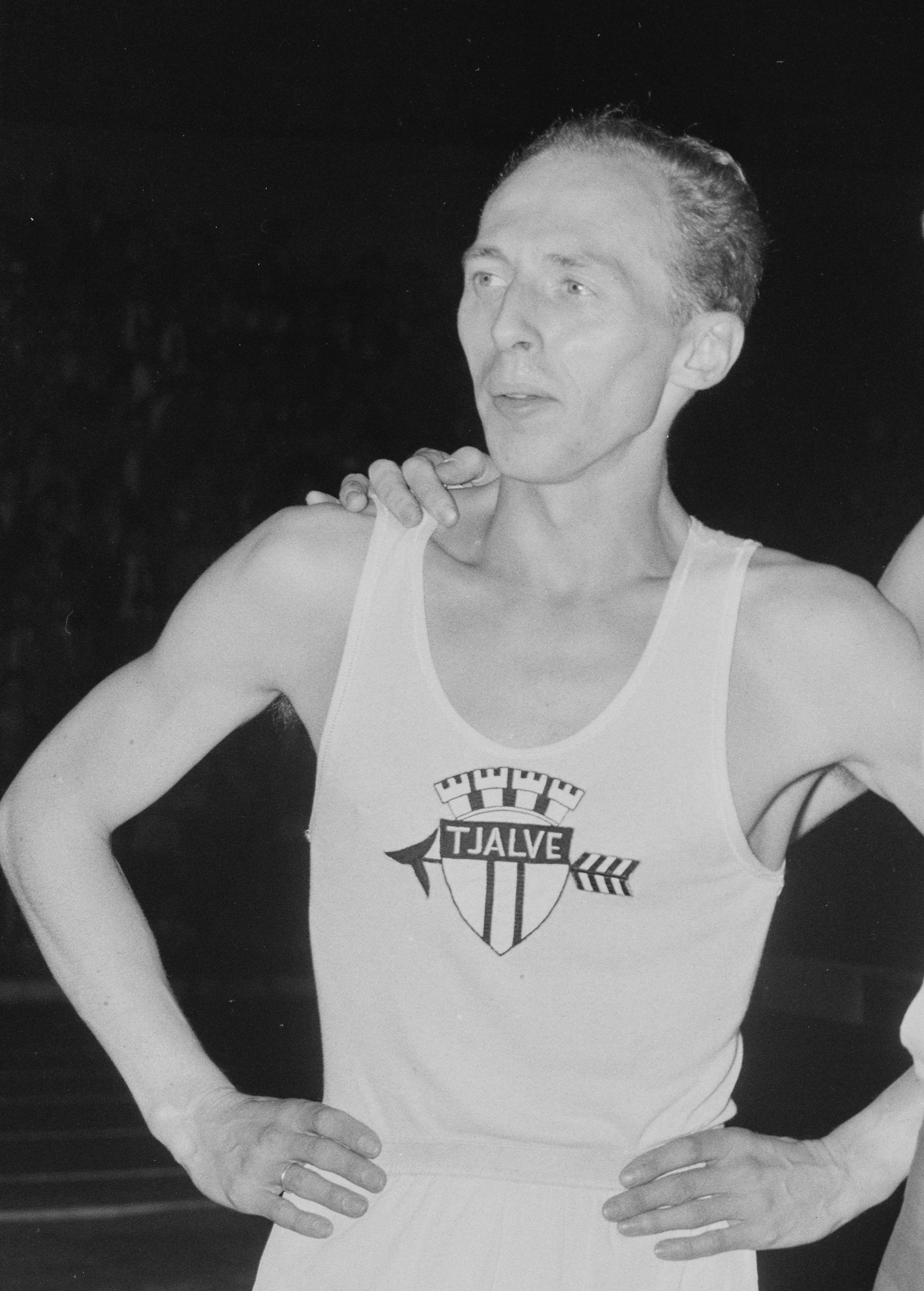
Audun Boysen – nach EM-Bronze 1954 nun Vizeeuropameister

21. August 1958, 18.45 Uhr
| Platz | Name               | Nation         | Zeit (min) |
| ----- | ------------------ | -------------- | ---------- |
| 1     | Michael Rawson     | Großbritannien | 1:47,8     |
| 2     | Audun Boysen       | Norwegen       | 1:47,9     |
| 3     | Paul Schmidt       | Deutschland    | 1:47,9     |
| 4     | Zbigniew Makomaski | Polen          | 1:48,0     |
| 5     | Lajos Szentgáli    | Ungarn         | 1:48,3     |
| 6     | Herbert Missalla   | Deutschland    | 1:48,5     |
| 7     | Derek Johnson      | Großbritannien | 1:49,2     |
| 8     | Christian Wägli    | Schweiz        | 1:52,0     |

## Video
- European Championship Athletics, Stockholm 1958 800m, youtube.com (englisch), abgerufen am 6. Juli 2022